# الترتيب الضمني والتفسيري
الترتيب الضمني والترتيب التفسيري هما مفهومان وجوديان في نظرية الكم صاغهما عالم الفيزياء النظرية ديفيد بوم خلال أوائل ثمانينات القرن العشرين. يُستخدم المصطلحان لوصف إطارين مختلفين لفهم نفس الظاهرة أو نفس الجانب من الواقع. على وجه التحديد، يهدف تطوير المفهومين إلى تفسير السلوك الغريب للجسيمات دون الذرية المتعذر تفسيره على فيزياء الكم.

في كتاب الكمال والترتيب الضمني لبوم، استخدم هذين المفهومين في وصف كيفية ظهور هذه الظواهر بشكل مختلف، أو إمكانية تميزها بعدد من العوامل الأساسية المتنوعة، بناءً على سياقات مثل المقاييس. يُعامل الترتيب الضمني (الذي يُشار إليه باسم «المطوي») باعتباره ترتيبًا أعمق وأكثر جوهرية للواقع. على العكس، يشمل الترتيب التفسيري أو «غير المطوي» المجردات التي يدركها الإنسان بشكل عادي. ورد في كتابه:
في الترتيب غير المطوي [أو التفسيري]، لم يعد المكان والزمان العاملين المهيمنين المحددين لعلاقات التبعية أو الاستقلالية بين العناصر المختلفة. عوضًا عن ذلك، يمكن نشوء نوع مختلف كليًا من الاتصال الأساسي بين العناصر، ما من شأنه تجريد مفاهيمنا العادية عن المكان والزمن، إلى جانب تلك المتعلقة بالجسيمات المادية الموجودة بشكل منفصل، كأشكال مشتقة من الترتيب الأعمق. تظهر هذه المفاهيم العادية في الحقيقة فيما يُسمى الترتيب «التفسيري» أو «غير المطوي»، الذي يُعد شكلًا مميزًا خاصًا محتوى داخل المجموع العام لجميع التراتيب الضمنية (بوم 1980، بّي. إكس في).

## نظرة عامة
يبرز مفهوم الترتيبين الضمني والتفسيري أولوية البنية والصيرورة على العناصر الفردية. تُعامل الأخيرة بوصفها مجرد تقريبات لعملية أساسية. في هذا النهج، من المفهوم امتلاك الجسيمات الكمية والعناصر الأخرى درجة محدودة فقط من الاستقرار والاستقلالية.
اعتقد بوم أن غرابة سلوك الجسيمات الكمية ناتجة عن قوى غير مرئية، ما يحافظ على فكرة احتمالية اشتقاق المكان والزمن من مستوى أعمق للواقع الموضوعي. على حد تعبير ف. ديفيد بيت، اعتبر بوم أن ما نأخذه للواقع مجرد «ظواهر سطحية، وأشكال تفسيرية منكشفة بشكل مؤقت من التفسير الضمني الأساسي». بالتالي، يمثل الترتيب الضمني الأساس الذي يتولد منه الواقع.

### الترتيب الضمني كشكل للجبر
عمل بوم إلى جانب زميله باسل هيلي وعدد من علماء الفيزياء في كلية بيركبيك من أجل إيجاد نموذج لفيزياء الكم من شأنه تمثيل الترتيب الضمني كشكل مناسب للجبر أو الهندسة المسبقة الأخرى. اعتبروا الزمكان نفسه جزءًا من الترتيب التفسيري المرتبط مع ترتيب ضمني أطلقوا عليه اسم قبل-المكان. ينشأ كل من تشعبات الزمكان وخصائص المحلية واللامحلية من ترتيب في قبل-المكان. اقترح أ. م. فريسكورا وهيلي احتمالية تنفيذ الترتيب الضمني بواسطة الجبر، مع احتواء الترتيب التفسيري في مختلف تمثيلات هذا الجبر.

في تمثيل مفهوم ألفريد نورث وايتهيد «الحوادث الفعلية»، تمثل مفهوم اللحظة لدى بوم في اعتبار اللحظة حدثًا غير قابل للتمركز تمامًا، إذ يمكن للأحداث التداخل والاتصال في ترتيب ضمني شامل:
أقترح اعتبار كل لحظة من الزمن إسقاطًا من الترتيب الضمني الكلي. يُعد مصطلح إسقاط خيارًا جيدًا هنا على وجه التحديد، إذ لا يتناسب معناه الشائع مع حاجة استخدامه فحسب، بل ينطبق معناه الرياضي أيضًا كعملية إسقاط، «بّي»، مع متطلبات التوصل إلى هذه المفاهيم من منظور نظرية الكم.
أكد بوم الدور الرئيسي لبنية الترتيب الضمني:
يتمثل موقفي في تعامل رياضيات نظرية الكم في المقام الأول مع بنية قبل-المكان الضمني وكيفية نشوء الترتيب التفسيري للزمن والمكان منه، عوضًا عن حركة الكيانات المادية، مثل الجزيئات والحقول. (يُعد هذا أحد أنواع امتدادات الأعمال المنفذة في النسبية العامة، التي تتعامل في المقام الأول مع الهندسة، يليها في المقام الثاني الكيانات الموصوفة داخل هذه الهندسة).

### الترتيب التفسيري والتشابك الكمي
تُعتبر الارتباطات بين ملحوظات الكيانات المفصولة بمسافات كبيرة في الترتيب التفسيري (مثل إلكترون محدد هنا على الأرض وجسيم ألفا في أحد نجوم مجرة أبيل 1835، التي تُعد أبعد مجرة معروفة لدى الإنسان عن الأرض)، إلى جانب مظاهر التفسير الضمني، إحدى الأمور المركزية لمخطط بوم. داخل نظرية الكم، يوجد تشابك بين هذه العناصر.
تنحرف وجهة نظر الترتيب هذا حتمًا عن أي مفهوم مستلزم للتأشير، بالتالي السببية. لا يوحي ارتباط الملحوظات بوجود تأثير سببي، في مخطط بوم، يمثل الأخير أحداثًا مستقلة «نسبيًا» في الزمكان؛ بالتالي ترتيبًا تفسيريًا.

### الأساس المشترك للوعي والمادة
يمثل الترتيب الضمني اقتراح مفهوم ما ورائي عام يزعم إمكانية فهم الوعي والمادة على حد سواء، أي أنه يقترح أن الوعي والمادة: (I) منطويان على بنية الكمال داخل كل منطقة و(II) مشتملان على عمليات مستمرة من الانطواء والتفتح. على سبيل المثال، في حالة المادة، قد تمثل كيانات مثل الذرات الانطواء والتفتح المستمرين ما يتجلى ككيان مستقر مستقل نسبيًا قابل للملاحظة لمتابعة مسار محدد بشكل جيد نسبيًا في الزمكان. في حالة الوعي، أشار بوم إلى الأدلة المقدمة من قبل كارل بريبرام التي تفيد باحتمال انطواء الذكريات داخل كل منطقة من الدماغ عوضًا عن تمركزها (على سبيل المثال، في مناطق محددة من الدماغ، أو الخلايا أو الذرات).

استمر بوم بقوله:
رغم تركز نقاشنا حول المادة عمومًا، من الضروري طرح السؤال المتعلق بكيفية كون الترتيب التفسيري في الوعي هو ما يتجلى... يعتمد المحتوى المتجلي للوعي على الذاكرة بشكل أساسي، ما يسمح بوجود مثل هذا المحتوى في شكل ثابت إلى حد ما. بالطبع، بهدف جعل هذا الثبات ممكنًا، من الضروري أيضًا تنظيم هذا المحتوى، باستخدام الارتباط الثابت نسبيًا إلى جانب مساعدة قواعد المنطق وفئاتنا الأساسية المكونة من المكان، والزمن، والسببية، والكلية وغيرها. ... ستنشأ خلفية قوية من السمات الدورية المستقرة القابلة للفصل، التي يُنظر من خلالها إلى الانتقالية والجوانب المتغيرة للتدفق غير المنقطع الخاص بالتجربة باعتبارها انطباعات عابرة مائلة إلى الترتيب والتنظيم في سياق الإجمالي الهائل لمحتوى [الذكريات] المجزأ والثابت نسبيًا.
زعم بوم أيضًا أنه «مثلما هي الحال في الوعي، تمتلك كل لحظة ترتيبًا تفسيريًا محددًا، بالإضافة إلى انطوائها على جميع اللحظات الأخرى، وإن كان ذلك بطريقتها الخاصة. بالتالي، تُعد العلاقة بين كل لحظة في الكمال وجميع اللحظات الأخرى ضمنية من خلال محتواها الكلي: الطريقة التي تحمل خلالها جميع اللحظات الأخرى المطوية داخلها». يميز بوم الوعي بوصفه العملية التي يتعرض خلالها، في كل لحظة، المحتوى المتضمن سابقًا إلى التفسير في الوقت الحالي، والمحتوى المفسر سابقًا إلى التضمين.
قد يعتبر المرء ذاكرتنا حالة خاصة بالفعل من العملية الموضحة أعلاه، إذ يُطوى جميع ما يُسجل داخل الخلايا الدماغية، ما يشكل جزءًا من المادة بشكل عام. بالتالي، ينتج تكرار ذاكرتنا واستقرارها كإجمالي فرعي مستقل نسبيًا ناتجًا باعتباره جزءًا من نفس العملية المحافظة على التكرار والاستقرار في ترتيب المادة المتجلي عمومًا. نتيجة لما سبق، لا يختلف الترتيب التفسيري والمتجلي للوعي في النهاية عن ذلك الخاص بالمادة عمومًا.